# 朝日新聞名古屋本社
朝日新聞名古屋本社（あさひしんぶんなごやほんしゃ）は、東海地方（愛知県・岐阜県・三重県（伊賀市・名張市・熊野市・御浜町・紀宝町を除く）向けに朝日新聞を印刷・発行する朝日新聞社の地域拠点組織である。

## 概要
大阪朝日新聞が1924年から付録紙として発行していた『東海朝日』（とうかいあさひ）を前身とする。主に東海3県を対象エリアとしており、通常の総局ではなく「報道センター」が置かれている。
名古屋本社版の紙面制作は、かつては名古屋独自で行われていたが、現在は東京本社（東京都中央区築地）で一括して行われている。なお、題字の地紋及び創刊からの号数を示す紙齢は大阪本社版と共用する。名古屋本社版は全域がセット版（朝・夕刊とも発行）の対象地区だったが、2023年5月1日以降は全域が統合版（朝刊のみ発行）に移行している（後述。大阪本社管轄の三重県伊賀・東紀州については、当初より朝刊のみ発行）。

また本来は名古屋本社の管轄ではない富山県向けの新聞については、1989年9月～2011年3月までの間、東京志向が強いことを受けて東京本社発行の新聞を配達していたが、その印刷は名古屋本社が担当していた。2011年4月から元の大阪本社管轄に変更された（印刷は、中日新聞社が北陸中日新聞を印刷している石川県金沢市の工場に委託）。

### 夕刊
夕刊は、1面題字横に「東海 Evening」と表記されていた。
2012年10月13日付をもって、名古屋本社版では土曜日付の夕刊が廃止された。それに代わる形で、同年10月14日付朝刊から毎月第2・第4日曜日に別刷りの「asahi+C」を発刊した。朝日新聞社によると、読者のライフスタイルの変化と新聞販売店の労働環境改善に対応したと説明した。土曜日の夕刊廃止は地方紙では静岡新聞（静岡県）、東奥日報（青森県）の例があるが、全国紙としては朝日新聞名古屋本社が初の例となる。

その後、東海3県では朝刊だけの購読希望が増えていることから、2023年5月1日以降は平日の夕刊についても廃止し、統合版（朝刊）のみの発行となる事が同年4月5日に発表され、4月28日をもって、名古屋本社は夕刊の発行を休止した。同年5月1日付から夕刊のコラム「素粒子」などを掲載した、新たな構成の朝刊を発行する。既に同年3月には、毎日新聞（中部本社版）も夕刊の発行を休止しており、東海3県で夕刊を発行する全国紙は日本経済新聞（名古屋支社版）のみとなった。

## 沿革
- 1935年（昭和10年）10月1日  - 「大阪朝日新聞（現：朝日新聞大阪本社）名古屋支社」を設立[4]。
- 1935年（昭和10年）11月25日  - 夕刊（日付は翌日付）の印刷・発行、翌日から朝刊の印刷・発行を開始[5]。同日、大阪毎日新聞（現：毎日新聞大阪本社）も、名古屋での印刷を開始。
- 1940年（昭和15年）8月26日 - 名古屋支社を中部本社に改称、大阪本社から分離する[6]。
- 1942年（昭和17年）8月16日 - 大阪毎日新聞と共に、名古屋での印刷・発行を休止、大阪本社に統合。中部本社を中部総局に改称[7]。
- 1950年（昭和25年）2月1日 - 名古屋での印刷・発行を毎日新聞と共に再開する。中部総局を中部支社に改称[8]。
- 1955年（昭和30年）2月1日 - 中部支社を名古屋本社に改称[9]。
- 1959年（昭和34年） - 名古屋本社で伝書鳩廃止[10]。
- 1962年（昭和37年） - 毎日新聞・読売新聞と共同で名古屋放送（現：名古屋テレビ放送。通称メ〜テレ）を開局させる[11]。
- 1987年（昭和62年）9月24日 - 朝日新聞名古屋本社社員寮襲撃事件（赤報隊事件）。
- 2012年（平成24年）10月13日 - 土曜日の夕刊を廃止。
- 2023年（令和5年）5月1日 - 平日の夕刊についても廃止し、統合版のみの発行となる[2]。

## 組織

### 本社所在地
- 〒460-8488：愛知県名古屋市中区栄一丁目3-3

### 対象エリア
- 愛知県、岐阜県、三重県（伊賀市・名張市・熊野市・御浜町・紀宝町を除く）

### 総局
- 岐阜、津

### 支局
- 豊橋、岡崎、一宮、豊田、半田、瀬戸、津島、刈谷、春日井、中部空港、岐阜東部、高山、大垣、中津川、四日市、伊勢、尾鷲、松阪、鈴鹿

※ なお三重県の伊賀、名張は大阪本社所管となる。
※ かつては静岡県の一部（浜松市の一部・湖西市）でも名古屋本社版が発行されていたが、東京本社版に統一された。ただ管轄が東京に移行してからもこれらの地域に向けた新聞は引き続き朝日プリンテック名古屋工場で印刷されている。

### 印刷工場
- 愛知県北名古屋市（朝日プリンテック名古屋工場：2008年4月1日現在）

## 地域版

### 愛知県
- 名古屋市内
- 名古屋近郊
- 尾張
- 知多
- 三河

### 岐阜県
- 岐阜

### 三重県
- 三重
- 伊賀

## 番組表

### 最終面・テレビ面
- フルサイズ：NHKテレビ（名古屋）、 NHK Eテレ（同左。デジタル放送のマルチ編成は番組表末尾に掲載）、メ～テレ、CBCテレビ、東海テレビ、中京テレビ、テレビ愛知
- ハーフサイズ：NHK BS、NHK BSP4K
- ハーフサイズ（小）：三重テレビ、ぎふチャン
- BSデジタル（クォーターサイズ）…BS日テレ、BS朝日、BS-TBS、BSテレ東、BSフジ、WOWOWプライム、BS11イレブン

※ テレビ愛知は2009年3月29日まで朝刊ではフルサイズで載せていたが、BSデジタルの番組表を中面から最終面に移した紙面スペースの都合で同年3月30日付けからハーフサイズとなった。夕刊はフルサイズでの掲載を継続している。
※ 2010年3月29日の紙面刷新に合わせ、テレビ愛知は再びフルサイズに戻り、フルサイズ面にあったぎふチャンを三重テレビの横に配した。広告欄のスペースは従来通りであるが、番組解説欄の写真をカットした他、各番組表枠をギリギリまで詰めて紙面構成した。

### 中面・第2テレビ・ラジオ面
- BSデジタル
  - ハーフサイズ：放送大学テレビ
  - クォーターサイズ以下：NHK BS8K、BS12トゥエルビ、WOWOW ライブ、同シネマ、BS10、BS10スターチャンネル、J SPORTS1、BS日本映画専門、JCOM BS、BSよしもと、放送大学ラジオ

- CSデジタル
  - クォーターサイズ以下：時代劇専門チャンネル、テレ朝チャンネル1・2
- AM・短波ラジオ
  - ハーフサイズ以上：NHK第1、NHK第2、CBCラジオ、TOKAI RADIO、ぎふチャン
  - クォーターサイズ以下：ラジオNIKKEI
- FMラジオ
  - ハーフサイズ以上：NHK・FM、FM AICHI、ZIP-FM、FM GIFU、FM三重

※ 尚、東海3県向けの新聞は東京本社で製作されたものを現地印刷する形にしているので、番組表のレイアウトは東京版に準じている。その為ラジオの周波数は2009年3-4月の一時期不掲載となり、読者からの不評を買っていた。現在は「ラジオ・テレビ」のコーナーカットの下にまとめて掲載している。

※三重県伊賀・熊野地域向け（大阪本社発行）は、本来は東海3県をカバーする在名広域4局をメインにすべきところを、距離的に関西圏に近いことから、近畿2府4県をカバーする在阪広域4局がメインで、在名広域4局はハーフサイズのサブ局扱いとなっている。

### 週間番組表（beテレビ）
- ハーフサイズ - NHKテレビ、NHK Eテレ、メ～テレ、CBCテレビ、東海テレビ、中京テレビ、テレビ愛知、NHK BS
- クォーターサイズ - NHK BSP4K、WOWOWプライム、BS日テレ、BS朝日、BS-TBS、BSテレ東、BSフジ
- 極小サイズ - BS11 イレブン、BS12 トゥエルビ

## 備考
朝日新聞の名古屋本社版には、1面を含めた各面の「第3種郵便物認可」のクレジット表記の末尾に「●」のマークを付けている。これは、名古屋本社版であることを表すための表記である。

## 関連人物
- 伊藤邦男 - 元テレビ朝日社長。朝日新聞社時代に名古屋本社代表を務めていた。